# Shell account

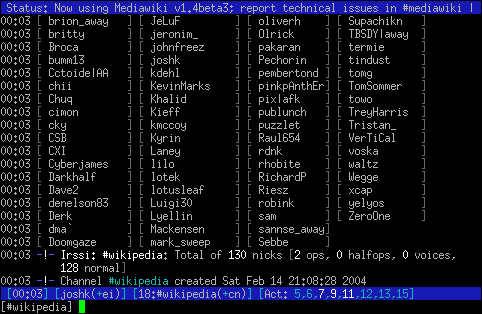
Irssi-client op een shell account

Een shell account is een persoonlijke account die een gebruiker toegang geeft tot een Unix-shell op een ander systeem. Dit gebeurt meestal door in te loggen via ssh. Vroeger gebruikte men vooral het minder veilige telnet. Met een shell account kan men inloggen op een andere server en daarop commando's draaien. Dit is onder andere nuttig als men programma's wil testen op een ander systeem.
Shell accounts kunnen gebruikt worden om IRC-bots te draaien of om spam te versturen.